# Assedio di Canissa
L'assedio di Canissa (in turco: Kanije Savunması) ebbe luogo nel 1601.

## Storia
Durante l'assedio, una piccola forza ottomana tenne la fortezza di Nagykanizsa nell'Ungheria occidentale contro un esercito di coalizione molto più grande della monarchia asburgica, mentre infliggeva pesanti perdite ai suoi assedianti.
La coalizione degli Asburgo aveva 100 000 uomini e 40 cannoni, oltre a soldati provenienti da Italia, Spagna, Ungheria, Croazia, Malta e mercenari valloni e italiani del Vaticano. Le forze ottomane, composte da soli 6 000 uomini turchi, 3 000 giannizzeri e 100 piccoli cannoni, avevano cibo e armi limitati, quindi Tiryaki Hasan Pasha inizialmente ordinò alle sue truppe di usare solo i loro fucili.
Ferdinando ordinò un attacco, pensando che gli ottomani avessero solo fucili. Questo errore portò l'esercito della coalizione in una trappola. I 100 cannoni provocarono pesanti perdite; le forze della coalizione raddoppiarono i loro sforzi e subirono ancora più perdite.
Tiryaki Hasan Pasha utilizzò la guerra psicologica, fingendo di avere abbastanza cibo e armi per resistere a lungo agli attacchi della coalizione. Inviò anche messaggi che l'esercito ottomano a Belgrado stava per revocare l'assedio a Naģykanizsa. Tutte queste notizie vennero scritte su appunti e riposte nelle tasche dei soldati morti, che giacevano fuori dalla fortezza.
Questa notizia fece arrabbiare Ferdinando II ancora di più e provocò attacchi ancora più gravi alla fortezza. Per mantenere alto il morale e far sembrare che gli ottomani festeggiassero ogni giorno, Hasan ordinò alla banda militare di suonare ogni giorno.
Dopo due mesi l'esercito ottomano aveva una grave carenza di cibo e munizioni. Il capitano Ahmed Agha disse che avrebbe potuto produrre polvere da sparo se avesse fornito alcune sostanze necessarie. Ciò permise agli ottomani di difendere la fortezza per altre 2-3 settimane. Dopo quel periodo gli ottomani quasi esaurirono tutte le loro scorte.
Con l'avvicinarsi dell'inverno, gli ottomani dovevano fare qualcosa: morire di fame o arrendersi. Disperati, attaccarono la notte del 18 novembre 1601, il 73º giorno dell'assedio, con un attacco a sorpresa. Ferdinando II fu colto di sorpresa e pensò che fossero arrivati i rinforzi ottomani. Ordinò al suo esercito esausto e ridotto di ritirarsi. In seguito a questa vittoria, il sultano Mehmet III promosse Tiryaki Hasan Pasha al grado di visir.
Tiryaki Hasan Pasha fu a capo delle province ungheresi per dieci anni fino alla sua morte. Il sultano Mehmed III morì nel 1603. Dopo il regno di altri quattro sultani, vale a dire Ahmed I, Osman II, Murad IV e Mehmed IV, il periodo di crescita dell'Impero ottomano terminò nel 1683.
All'assedio di Canissa partecipò anche il duca di Mantova e Monferrato Vincenzo I Gonzaga col grado di luogotenente generale, che non riuscì a vincere la resistenza dei Turchi e si ritirò.